# Calcio ai Giochi della XXX Olimpiade - Convocazioni al torneo femminile
Questa pagina elenca tutte le calciatrici convocate per il torneo femminile di calcio dei Giochi olimpici estivi 2012.
Statistiche, squadre di club ed età delle calciatrici sono aggiornate al 25 luglio 2012, giorno di inizio della competizione.

## Elenco

### Gruppo E

#### Brasile
Selezionatore: Jorge Barcellos
| N. | Pos. | Giocatore    | Data nascita (età)          | Pres. | Reti | Squadra             |
| -- | ---- | ------------ | --------------------------- | ----- | ---- | ------------------- |
| 1  | P    | Andréia      | 14 settembre 1977 (34 anni) | 77    | 0    | Juventus            |
| 2  | A    | Fabiana      | 4 agosto 1989 (22 anni)     | 27    | 1    | Rossijanka          |
| 3  | D    | Daiane       | 15 aprile 1983 (29 anni)    | 28    | 0    | São José            |
| 4  | D    | Aline (c)    | 6 luglio 1982 (30 anni)     | 50    | 5    | Rossijanka          |
| 5  | D    | Érika        | 4 febbraio 1988 (24 anni)   | 28    | 7    | Centro Olímpico     |
| 6  | A    | Maurine      | 14 gennaio 1986 (26 anni)   | 32    | 4    | Centro Olímpico     |
| 7  | C    | Ester        | 9 dicembre 1982 (29 anni)   | 54    | 1    | Rossijanka          |
| 8  | C    | Formiga      | 3 marzo 1978 (34 anni)      | 98    | 11   | São José            |
| 9  | A    | Thaís Guedes | 20 gennaio 1993 (19 anni)   | 18    | 3    | Vitória das Tabocas |
| 10 | A    | Marta        | 19 febbraio 1986 (26 anni)  | 68    | 67   | Tyresö FF           |
| 11 | A    | Cristiane    | 15 maggio 1985 (27 anni)    | 74    | 57   | Rossijanka          |
| 12 | C    | Rosana       | 7 luglio 1982 (30 anni)     | 83    | 14   | Centro Olímpico     |
| 13 | C    | Francielle   | 18 ottobre 1989 (22 anni)   | 36    | 0    | São José            |
| 14 | C    | Bruna        | 16 ottobre 1985 (26 anni)   | 0     | 0    | Foz Cataratas       |
| 15 | C    | Danielli     | 21 gennaio 1987 (25 anni)   | 9     | 0    | São José            |
| 16 | D    | Renata Costa | 8 luglio 1986 (26 anni)     | 74    | 7    | Foz Cataratas       |
| 17 | D    | Grazielle    | 28 marzo 1981 (31 anni)     | 35    | 7    | Portuguesa          |
| 18 | P    | Bárbara      | 4 luglio 1988 (24 anni)     | 23    | 0    | Foz Cataratas       |

#### Camerun
Selezionatore: Carl Enow
| N. | Pos. | Giocatore            | Data nascita (età)          | Pres. | Reti | Squadra               |
| -- | ---- | -------------------- | --------------------------- | ----- | ---- | --------------------- |
| 1  | P    | Annette Ngo Ndom     | 2 giugno 1985 (27 anni)     | 13    | 0    | Louves Minproff       |
| 2  | D    | Christine Manie      | 4 maggio 1984 (28 anni)     | 40    | 6    | Negrea Reșița         |
| 3  | A    | Njoya Nkout          | 12 gennaio 1993 (19 anni)   | 15    | 2    | Ėnergija Voronež      |
| 4  | C    | Yvonne Leuko         | 20 novembre 1991 (20 anni)  | 3     | 0    | Montigny              |
| 5  | D    | Augustine Ejangue    | 19 gennaio 1989 (23 anni)   | 22    | 0    | Ėnergija Voronež      |
| 6  | C    | Francine Zouga       | 9 novembre 1987 (24 anni)   | 23    | 3    | Aïre-le-Lignon        |
| 7  | A    | Gabrielle Onguéné    | 25 febbraio 1989 (23 anni)  | 0     | 0    | Louves Minproff       |
| 8  | C    | Raissa Feudjio       | 29 ottobre 1995 (16 anni)   | 11    | 0    | Lorema                |
| 9  | A    | Madeleine Ngono Mani | 16 ottobre 1983 (28 anni)   | 42    | 26   | Guingamp              |
| 10 | C    | Bebey Beyene         | 10 maggio 1992 (20 anni)    | 22    | 1    | Louves Minproff       |
| 11 | A    | Adrienne Iven        | 9 marzo 1983 (29 anni)      | 12    | 2    | Louves Minproff       |
| 12 | C    | Françoise Bella (c)  | 9 marzo 1983 (29 anni)      | 53    | 7    | Rivers Angels         |
| 13 | D    | Claudine Meffometou  | 1º luglio 1990 (22 anni)    | 8     | 0    | Franck Rollycek       |
| 14 | D    | Bibi Medoua          | 9 agosto 1993 (18 anni)     | 19    | 0    | Locomotive de Yaoundé |
| 15 | D    | Ysis Sonkeng         | 20 settembre 1989 (22 anni) | 30    | 0    | Louves Minproff       |
| 16 | C    | Jeanette Yango       | 12 giugno 1993 (19 anni)    | 20    | 1    | Katowice              |
| 17 | A    | Gaëlle Enganamouit   | 9 giugno 1992 (20 anni)     | 17    | 2    | Spartak Subotica      |
| 18 | P    | Reine Sosso          | 19 marzo 1993 (19 anni)     | 11    | 0    | Franck Rollycek       |

#### Gran Bretagna
Selezionatrice: Hope Powell
| N. | Pos. | Giocatore          | Data nascita (età)         | Pres. | Reti | Squadra              |
| -- | ---- | ------------------ | -------------------------- | ----- | ---- | -------------------- |
| 1  | P    | Karen Bardsley     | 14 ottobre 1984 (27 anni)  | 1     | 0    | Linköping            |
| 2  | D    | Alexandra Scott    | 14 ottobre 1984 (27 anni)  | 1     | 0    | Arsenal              |
| 3  | D    | Stephanie Houghton | 23 aprile 1988 (24 anni)   | 1     | 0    | Arsenal              |
| 4  | C    | Jill Scott         | 2 febbraio 1987 (25 anni)  | 1     | 0    | Everton              |
| 5  | D    | Sophie Bradley     | 20 ottobre 1989 (22 anni)  | 1     | 0    | Lincoln City         |
| 6  | D    | Casey Stoney (c)   | 13 maggio 1982 (30 anni)   | 1     | 0    | Lincoln City         |
| 7  | A    | Karen Carney       | 1º agosto 1987 (24 anni)   | 1     | 0    | Birmingham City      |
| 8  | C    | Fara Williams      | 25 gennaio 1984 (28 anni)  | 1     | 0    | Everton              |
| 9  | A    | Ellen White        | 9 maggio 1989 (23 anni)    | 1     | 0    | Arsenal              |
| 10 | A    | Kelly Smith        | 29 ottobre 1978 (33 anni)  | 1     | 0    | Arsenal              |
| 11 | C    | Rachel Yankey      | 1º novembre 1979 (32 anni) | 1     | 0    | Arsenal              |
| 12 | A    | Kim Little         | 29 giugno 1990 (22 anni)   | 1     | 0    | Arsenal              |
| 13 | D    | Ifeoma Dieke       | 25 febbraio 1981 (31 anni) | 1     | 0    | Vittsjö GIK          |
| 14 | C    | Anita Asante       | 27 aprile 1985 (27 anni)   | 1     | 0    | Kopparbergs/Göteborg |
| 15 | A    | Eniola Aluko       | 21 febbraio 1987 (25 anni) | 1     | 0    | Birmingham City      |
| 16 | D    | Claire Rafferty    | 11 gennaio 1989 (23 anni)  | 1     | 0    | Chelsea              |
| 17 | A    | Rachel Williams    | 10 gennaio 1988 (24 anni)  | 0     | 0    | Birmingham City      |
| 18 | P    | Rachel Brown       | 2 luglio 1980 (32 anni)    | 1     | 0    | Everton              |

#### Nuova Zelanda
Selezionatore: Tony Readings
| N. | Pos. | Giocatore         | Data nascita (età)         | Pres. | Reti | Squadra            |
| -- | ---- | ----------------- | -------------------------- | ----- | ---- | ------------------ |
| 1  | P    | Jenny Bindon      | 25 febbraio 1973 (39 anni) | 69    | 0    | Hibiscus Coast     |
| 2  | D    | Ria Percival      | 7 dicembre 1989 (22 anni)  | 70    | 8    | 1. FFC Francoforte |
| 3  | D    | Anna Green        | 20 agosto 1990 (21 anni)   | 50    | 6    | Lokomotive Lipsia  |
| 4  | C    | Katie Hoyle       | 1º febbraio 1988 (24 anni) | 62    | 1    | Bad Neuenahr       |
| 5  | D    | Abby Erceg        | 20 novembre 1989 (22 anni) | 72    | 4    | Fencibles United   |
| 6  | D    | Rebecca Smith (c) | 17 giugno 1981 (31 anni)   | 68    | 4    | Wolfsburg          |
| 7  | D    | Ali Riley         | 30 ottobre 1987 (24 anni)  | 61    | 1    | LdB Malmö          |
| 8  | C    | Hayley Moorwood   | 13 febbraio 1984 (28 anni) | 80    | 10   | Chelsea            |
| 9  | A    | Amber Hearn       | 28 novembre 1984 (27 anni) | 59    | 30   | Jena               |
| 10 | A    | Sarah Gregorius   | 6 agosto 1987 (24 anni)    | 28    | 15   | Bad Neuenahr       |
| 11 | C    | Kirsty Yallop     | 4 novembre 1986 (25 anni)  | 59    | 11   | Vittsjö            |
| 12 | C    | Betsy Hassett     | 4 agosto 1990 (21 anni)    | 38    | 4    | UC Berkeley        |
| 13 | A    | Rosie White       | 6 giugno 1993 (19 anni)    | 35    | 9    | UCLA Bruins        |
| 14 | D    | Kristy Hill       | 1º luglio 1979 (33 anni)   | 19    | 0    | Eastern Suburbs    |
| 15 | D    | Rebekah Stott     | 17 luglio 1993 (19 anni)   | 3     | 0    | Melbourne Victory  |
| 16 | C    | Annalie Longo     | 1º luglio 1991 (21 anni)   | 42    | 0    | Three Kings United |
| 17 | A    | Hannah Wilkinson  | 28 maggio 1992 (20 anni)   | 33    | 12   | Glenfield Rovers   |
| 18 | P    | Rebecca Rolls     | 22 agosto 1975 (36 anni)   | 14    | 0    | Fencibles United   |

### Gruppo F

#### Canada
Selezionatore: John Herdman
| N. | Pos. | Giocatore              | Data nascita (età)          | Pres. | Reti | Squadra                 |
| -- | ---- | ---------------------- | --------------------------- | ----- | ---- | ----------------------- |
| 1  | P    | Karina LeBlanc         | 30 marzo 1980 (32 anni)     | 102   | 0    | Svincolata              |
| 2  | D    | Emily Zurrer           | 12 luglio 1987 (25 anni)    | 55    | 3    | Svincolata              |
| 3  | D    | Chelsea Stewart        | 28 aprile 1990 (22 anni)    | 35    | 0    | UCLA Bruins             |
| 4  | D    | Carmelina Moscato      | 2 maggio 1984 (28 anni)     | 64    | 2    | Svincolata              |
| 5  | D    | Robyn Gayle            | 31 ottobre 1985 (26 anni)   | 62    | 2    | Svincolata              |
| 6  | C    | Kaylyn Kyle            | 6 ottobre 1988 (23 anni)    | 59    | 4    | Vancouver Whitecaps     |
| 7  | D    | Rhian Wilkinson        | 12 maggio 1982 (30 anni)    | 125   | 7    | Svincolata              |
| 8  | C    | Diana Matheson         | 6 aprile 1984 (28 anni)     | 135   | 11   | Svincolata              |
| 9  | D    | Candace Chapman        | 2 aprile 1983 (29 anni)     | 112   | 6    | Sky Blue                |
| 10 | D    | Lauren Sesselmann      | 14 agosto 1983 (28 anni)    | 20    | 0    | Svincolata              |
| 11 | C    | Desiree Scott          | 31 luglio 1987 (24 anni)    | 47    | 0    | Vancouver Whitecaps     |
| 12 | A    | Christine Sinclair (c) | 12 giugno 1983 (29 anni)    | 184   | 137  | Svincolata              |
| 13 | C    | Sophie Schmidt         | 28 giugno 1988 (24 anni)    | 90    | 7    | Svincolata              |
| 14 | A    | Melissa Tancredi       | 27 dicembre 1981 (30 anni)  | 82    | 18   | Dalsjöfor               |
| 15 | C    | Kelly Parker           | 8 marzo 1981 (31 anni)      | 37    | 3    | Svincolata              |
| 16 | A    | Jonelle Filigno        | 24 settembre 1990 (21 anni) | 45    | 8    | Rutgers Scarlet Knights |
| 17 | C    | Brittany Timko         | 5 settembre 1985 (26 anni)  | 115   | 4    | Svincolata              |
| 18 | P    | Erin McLeod            | 26 febbraio 1983 (29 anni)  | 74    | 0    | Dalsjöfor               |

#### Giappone
Selezionatore: Norio Sasaki
| N. | Pos. | Giocatore        | Data nascita (età)          | Pres. | Reti | Squadra                  |
| -- | ---- | ---------------- | --------------------------- | ----- | ---- | ------------------------ |
| 1  | P    | Miho Fukumoto    | 2 ottobre 1983 (28 anni)    | 60    | 0    | Okayama Yunogo Belle     |
| 2  | D    | Yukari Kinga     | 2 maggio 1984 (28 anni)     | 79    | 5    | INAC Kobe Leonessa       |
| 3  | D    | Azusa Iwashimizu | 14 ottobre 1986 (25 anni)   | 77    | 8    | Nippon TV Beleza         |
| 4  | D    | Saki Kumagai     | 17 ottobre 1990 (21 anni)   | 41    | 0    | 1. FFC Francoforte       |
| 5  | D    | Aya Sameshima    | 16 giugno 1987 (25 anni)    | 45    | 2    | Vegalta Sendai           |
| 6  | C    | Mizuho Sakaguchi | 15 ottobre 1987 (24 anni)   | 53    | 16   | Nippon TV Beleza         |
| 7  | A    | Kozue Andō       | 9 luglio 1982 (30 anni)     | 103   | 17   | Duisburg                 |
| 8  | C    | Aya Miyama (c)   | 28 gennaio 1985 (27 anni)   | 112   | 27   | Okayama Yunogo Belle     |
| 9  | C    | Nahomi Kawasumi  | 23 settembre 1985 (26 anni) | 31    | 8    | INAC Kobe Leonessa       |
| 10 | C    | Homare Sawa      | 6 settembre 1978 (33 anni)  | 179   | 80   | INAC Kobe Leonessa       |
| 11 | A    | Shinobu Ōno      | 23 gennaio 1984 (28 anni)   | 105   | 37   | INAC Kobe Leonessa       |
| 12 | D    | KKyōko Yano      | 3 giugno 1984 (28 anni)     | 72    | 1    | Urawa Reds               |
| 13 | A    | Karina Maruyama  | 26 marzo 1983 (29 anni)     | 70    | 14   | Speranza Osaka Takatsuki |
| 14 | C    | Asuna Tanaka     | 23 aprile 1988 (24 anni)    | 13    | 3    | INAC Kobe Leonessa       |
| 15 | A    | Megumi Takase    | 10 novembre 1990 (21 anni)  | 26    | 5    | INAC Kobe Leonessa       |
| 16 | A    | Mana Iwabuchi    | 18 marzo 1993 (19 anni)     | 11    | 2    | Nippon TV Beleza         |
| 17 | A    | Yūki Nagasato    | 15 luglio 1987 (25 anni)    | 83    | 36   | Turbine Potsdam          |
| 18 | P    | Ayumi Kaihori    | 4 settembre 1986 (25 anni)  | 31    | 0    | INAC Kobe Leonessa       |

#### Sudafrica
Selezionatore: Joseph Mkhonza
| N. | Pos. | Giocatore          | Data nascita (età)          | Pres. | Reti | Squadra                            |
| -- | ---- | ------------------ | --------------------------- | ----- | ---- | ---------------------------------- |
| 1  | P    | Roxanne Barker     | 6 maggio 1991 (21 anni)     | 6     | 0    | Pepperdine University              |
| 2  | C    | Robyn Moodaly      | 16 giugno 1994 (18 anni)    | 12    | 1    | High Performance Centre            |
| 3  | D    | Nothando Vilakazi  | 28 ottobre 1988 (23 anni)   | 30    | 6    | Palace Super Falcons               |
| 4  | D    | Amanda Sister      | 1º marzo 1990 (22 anni)     | 33    | 1    | Liverpool                          |
| 5  | D    | Janine van Wyk     | 17 aprile 1987 (25 anni)    | 76    | 8    | Palace Super Falcons               |
| 6  | D    | Zamandosi Cele     | 26 dicembre 1990 (21 anni)  | 18    | 0    | Durban                             |
| 7  | C    | Leandra Smeda      | 22 luglio 1989 (23 anni)    | 19    | 3    | Cape Town Roses                    |
| 8  | C    | Kylie Louw         | 15 gennaio 1989 (23 anni)   | 72    | 7    | Stephen F. Austin State University |
| 9  | C    | Amanda Dlamini (c) | 22 luglio 1988 (24 anni)    | 49    | 16   | University of Johannesburg         |
| 10 | C    | Marry Ntsweng      | 19 dicembre 1989 (22 anni)  | 41    | 1    | Tshwane University                 |
| 11 | A    | Noko Matlou        | 30 settembre 1985 (26 anni) | 74    | 55   | University of Johannesburg         |
| 12 | A    | Portia Modise      | 20 giugno 1983 (29 anni)    | 92    | 71   | Palace Super Falcons               |
| 13 | C    | Gabisile Hlumbane  | 20 dicembre 1986 (25 anni)  | 33    | 0    | Kovsies                            |
| 14 | A    | Sanah Mollo        | 30 gennaio 1987 (25 anni)   | 26    | 8    | Bloemfontein Celtic                |
| 15 | D    | Refiloe Jane       | 4 agosto 1992 (19 anni)     | 5     | 0    | Mamelodi Sundowns                  |
| 16 | C    | Mpumi Nyandeni     | 19 agosto 1987 (24 anni)    | 93    | 7    | Rossijanka                         |
| 17 | A    | Andisiwe Mgcoyi    | 3 luglio 1988 (24 anni)     | 21    | 4    | Mamelodi Sundowns                  |
| 18 | P    | Thokozile Mndaweni | 8 agosto 1981 (30 anni)     | 57    | 1    | University of Johannesburg         |

#### Svezia
Selezionatore: Thomas Dennerby
| N. | Pos. | Giocatore           | Data nascita (età)          | Pres. | Reti | Squadra              |
| -- | ---- | ------------------- | --------------------------- | ----- | ---- | -------------------- |
| 1  | P    | Hedvig Lindahl      | 29 aprile 1983 (29 anni)    | 86    | 0    | Kristianstads DFF    |
| 2  | D    | Linda Sembrant      | 15 maggio 1987 (25 anni)    | 35    | 1    | Tyresö FF            |
| 3  | D    | Emma Berglund       | 19 dicembre 1988 (23 anni)  | 11    | 0    | Umeå IK              |
| 4  | D    | Annica Svensson     | 3 marzo 1983 (29 anni)      | 28    | 0    | Tyresö FF            |
| 5  | C    | Nilla Fischer (c)   | 2 agosto 1984 (27 anni)     | 90    | 12   | Linköping            |
| 6  | D    | Sara Thunebro       | 26 aprile 1979 (33 anni)    | 93    | 3    | 1. FFC Francoforte   |
| 7  | C    | Lisa Dahlkvist      | 6 febbraio 1987 (25 anni)   | 56    | 7    | Tyresö FF            |
| 8  | A    | Lotta Schelin       | 27 febbraio 1984 (28 anni)  | 107   | 45   | Olympique Lione      |
| 9  | C    | Kosovare Asllani    | 29 luglio 1989 (22 anni)    | 36    | 6    | Kristianstads DFF    |
| 10 | C    | Sofia Jakobsson     | 23 aprile 1990 (22 anni)    | 17    | 3    | Rossijanka           |
| 11 | C    | Antonia Göransson   | 16 settembre 1990 (21 anni) | 24    | 4    | Turbine Potsdam      |
| 12 | C    | Marie Hammarström   | 29 marzo 1982 (30 anni)     | 23    | 1    | KIF Örebro           |
| 13 | D    | Lina Nilsson        | 17 giugno 1987 (25 anni)    | 34    | 0    | LdB Malmö            |
| 14 | C    | Johanna Almgren     | 22 marzo 1984 (28 anni)     | 40    | 0    | Kopparbergs/Göteborg |
| 15 | C    | Caroline Seger      | 19 marzo 1985 (27 anni)     | 93    | 13   | Tyresö FF            |
| 16 | A    | Madelaine Edlund    | 15 settembre 1985 (26 anni) | 33    | 1    | Tyresö FF            |
| 17 | D    | Malin Levenstad     | 13 settembre 1988 (23 anni) | 6     | 0    | LdB Malmö            |
| 18 | P    | Sofia Lundgren      | 20 settembre 1982 (29 anni) | 26    | 0    | Lidköpings FK        |
| 19 | A    | Susanne Moberg      | 13 febbraio 1986 (26 anni)  | 8     | 0    | Kristianstads DFF    |
| 20 | D    | Stina Segerström    | 17 giugno 1982 (30 anni)    | 56    | 3    | Kopparbergs/Göteborg |
| 21 | A    | Jessica Landström   | 12 dicembre 1984 (27 anni)  | 64    | 19   | Djurgården           |
| 22 | P    | Kristin Hammarström | 29 marzo 1982 (30 anni)     | 15    | 0    | Kopparbergs/Göteborg |

### Gruppo G

#### Colombia
Selezionatore: Ricardo Rozo
| N. | Pos. | Giocatore          | Data nascita (età)          | Pres. | Reti | Squadra                      |
| -- | ---- | ------------------ | --------------------------- | ----- | ---- | ---------------------------- |
| 1  | P    | Stefany Castaño    | 11 gennaio 1994 (18 anni)   | 0     | 0    | Graceland University         |
| 2  | C    | Tatiana Ariza      | 21 febbraio 1991 (21 anni)  | 12    | 2    | Austin Peay State University |
| 3  | D    | Natalia Gaitán (c) | 3 aprile 1991 (21 anni)     | 5     | 0    | University of Toledo         |
| 4  | D    | Natalia Ariza      | 21 febbraio 1991 (21 anni)  | 2     | 0    | Austin Peay State University |
| 5  | D    | Nataly Arias       | 2 aprile 1986 (26 anni)     | 16    | 3    | University of Maryland       |
| 6  | C    | Daniela Montoya    | 22 agosto 1990 (21 anni)    | 11    | 1    | Formas Íntimas               |
| 7  | A    | Oriánica Velásquez | 1º agosto 1989 (22 anni)    | 13    | 1    | Indiana University           |
| 8  | C    | Yoreli Rincón      | 27 luglio 1993 (18 anni)    | 14    | 8    | CD Gol Star                  |
| 9  | C    | Carmen Rodallega   | 15 luglio 1983 (29 anni)    | 34    | 6    | CD Carlos Sarmiento Lora     |
| 10 | C    | Catalina Usme      | 25 dicembre 1989 (22 anni)  | 20    | 14   | Independiente Medellín       |
| 11 | C    | Liana Salazar      | 16 settembre 1992 (19 anni) | 13    | 0    | University of Kansas         |
| 12 | P    | Sandra Sepúlveda   | 3 marzo 1988 (24 anni)      | 16    | 0    | Formas Íntimas               |
| 13 | D    | Yulieth Domínguez  | 6 settembre 1993 (18 anni)  | 17    | 3    | Estudiantes F.C.             |
| 14 | D    | Kelis Peduzine     | 21 aprile 1983 (29 anni)    | 23    | 2    | CD Eba                       |
| 15 | A    | Ingrid Vidal       | 22 aprile 1991 (21 anni)    | 18    | 5    | CD Generaciones Palmiranas   |
| 16 | A    | Lady Andrade       | 10 gennaio 1992 (20 anni)   | 8     | 1    | CD Inter de Bogotá           |
| 17 | A    | Melissa Ortiz      | 24 gennaio 1990 (22 anni)   | 0     | 0    | Lynn University              |
| 18 | C    | Ana María Montoya  | 24 settembre 1991 (20 anni) | 0     | 0    | University of Arizona        |

#### Francia
Selezionatore: Bruno Bini
| N. | Pos. | Giocatore               | Data nascita (età)          | Pres. | Reti | Squadra             |
| -- | ---- | ----------------------- | --------------------------- | ----- | ---- | ------------------- |
| 1  | P    | Céline Deville          | 24 gennaio 1982 (30 anni)   | 54    | 0    | Olympique Lione     |
| 2  | D    | Wendie Renard           | 20 luglio 1990 (22 anni)    | 22    | 3    | Olympique Lione     |
| 3  | C    | Laure Boulleau          | 22 ottobre 1986 (25 anni)   | 27    | 0    | Paris Saint-Germain |
| 4  | D    | Laura Georges           | 20 agosto 1984 (27 anni)    | 118   | 3    | Olympique Lione     |
| 5  | D    | Ophélie Meilleroux      | 18 gennaio 1984 (28 anni)   | 61    | 0    | Montpellier         |
| 6  | C    | Sandrine Soubeyrand (c) | 16 agosto 1973 (38 anni)    | 177   | 18   | FCF Juvisy          |
| 7  | D    | Corine Franco           | 5 ottobre 1983 (28 anni)    | 63    | 10   | Olympique Lione     |
| 8  | D    | Sonia Bompastor         | 8 giugno 1980 (32 anni)     | 149   | 18   | Olympique Lione     |
| 9  | A    | Eugénie Le Sommer       | 18 maggio 1989 (23 anni)    | 56    | 19   | Olympique Lione     |
| 10 | C    | Camille Abily           | 5 dicembre 1984 (27 anni)   | 97    | 23   | Olympique Lione     |
| 11 | A    | Marie-Laure Delie       | 29 gennaio 1988 (24 anni)   | 40    | 35   | Montpellier         |
| 12 | A    | Élodie Thomis           | 13 agosto 1986 (25 anni)    | 72    | 23   | Olympique Lione     |
| 13 | C    | Camille Catala          | 6 maggio 1991 (21 anni)     | 7     | 1    | Saint-Étienne       |
| 14 | C    | Louisa Nécib            | 23 gennaio 1987 (25 anni)   | 79    | 16   | Olympique Lione     |
| 15 | C    | Élise Bussaglia         | 24 settembre 1984 (27 anni) | 101   | 20   | Paris Saint-Germain |
| 16 | D    | Sabrina Viguier         | 4 gennaio 1981 (31 anni)    | 91    | 1    | Olympique Lione     |
| 17 | A    | Gaëtane Thiney          | 28 ottobre 1985 (26 anni)   | 70    | 32   | FCF Juvisy          |
| 18 | P    | Sarah Bouhaddi          | 17 ottobre 1986 (25 anni)   | 52    | 0    | Olympique Lione     |

#### Corea del Nord
Selezionatore: Sin Ui-Gun
| N. | Pos. | Giocatore         | Data nascita (età)         | Pres. | Reti | Squadra        |
| -- | ---- | ----------------- | -------------------------- | ----- | ---- | -------------- |
| 1  | P    | Jo Yun-mi         | 22 maggio 1989 (23 anni)   | 14    | 0    | April 25       |
| 2  | D    | Kim Nam-hui       | 4 marzo 1994 (18 anni)     | 10    | 0    | April 25       |
| 3  | D    | Kim Myong-gum     | 4 novembre 1990 (21 anni)  | 14    | 0    | Rimyongsu      |
| 4  | D    | Ro Chol-ok        | 3 gennaio 1993 (19 anni)   | 6     | 0    | April 25       |
| 5  | D    | Yun Song-mi       | 28 gennaio 1992 (20 anni)  | 20    | 2    | Pyongyang City |
| 6  | C    | Choe Un-ju        | 23 gennaio 1991 (21 anni)  | 14    | 3    | Pyongyang City |
| 7  | C    | Ri Ye-gyong       | 26 ottobre 1989 (22 anni)  | 25    | 9    | Amrokgang      |
| 8  | C    | Jon Myong-hwa     | 9 agosto 1993 (18 anni)    | 24    | 3    | April 25       |
| 9  | A    | Choe Mi-gyong     | 17 gennaio 1991 (21 anni)  | 13    | 4    | Rimyongsu      |
| 10 | A    | Yun Hyon-hi       | 9 settembre 1992 (19 anni) | 22    | 6    | April 25       |
| 11 | C    | Kim Chung-sim (c) | 27 novembre 1990 (21 anni) | 15    | 2    | April 25       |
| 12 | C    | Kim Un-hyang      | 26 agosto 1993 (18 anni)   | 9     | 2    | April 25       |
| 13 | C    | O Hui-sun         | 22 novembre 1993 (18 anni) | 9     | 0    | Sobaeksu       |
| 14 | D    | Pong Son-hwa      | 18 febbraio 1993 (19 anni) | 9     | 0    | Pyongyang City |
| 15 | D    | Ri Nam-sil        | 13 febbraio 1994 (18 anni) | 1     | 0    | Sobaeksu       |
| 16 | A    | Kim Song-hui      | 23 febbraio 1987 (25 anni) | 18    | 5    | Pyongyang City |
| 17 | A    | Kwon Song-hwa     | 5 febbraio 1992 (20 anni)  | 6     | 0    | April 25       |
| 18 | P    | O Chang-ran       | 5 settembre 1991 (20 anni) | 6     | 0    | Mangyongbong   |

#### Stati Uniti
Selezionatrice:  Pia Sundhage
| N. | Pos. | Giocatore            | Data nascita (età)          | Pres. | Reti | Squadra          |
| -- | ---- | -------------------- | --------------------------- | ----- | ---- | ---------------- |
| 1  | P    | Hope Solo            | 30 luglio 1981 (30 anni)    | 118   | 0    | Seattle Sounders |
| 2  | D    | Heather Mitts        | 9 settembre 1978 (33 anni)  | 126   | 2    | Svincolata       |
| 3  | D    | Christie Rampone (c) | 24 giugno 1975 (37 anni)    | 260   | 4    | Svincolata       |
| 4  | D    | Becky Sauerbrunn     | 6 giugno 1985 (27 anni)     | 24    | 0    | D.C. United      |
| 5  | D    | Kelley O'Hara        | 4 agosto 1988 (23 anni)     | 19    | 0    | Svincolata       |
| 6  | D    | Amy LePeilbet        | 12 marzo 1982 (30 anni)     | 70    | 0    | Svincolata       |
| 7  | C    | Shannon Boxx         | 29 giugno 1977 (35 anni)    | 168   | 23   | Svincolata       |
| 8  | A    | Amy Rodriguez        | 17 febbraio 1987 (25 anni)  | 89    | 25   | Svincolata       |
| 9  | C    | Heather O'Reilly     | 2 gennaio 1985 (27 anni)    | 166   | 34   | Boston Breakers  |
| 10 | C    | Carli Lloyd          | 16 luglio 1982 (30 anni)    | 135   | 36   | Svincolata       |
| 11 | A    | Sydney Leroux        | 7 maggio 1990 (22 anni)     | 14    | 7    | Seattle Sounders |
| 12 | A    | Lauren Cheney        | 30 settembre 1987 (24 anni) | 67    | 18   | Svincolata       |
| 13 | A    | Alex Morgan          | 2 luglio 1989 (23 anni)     | 42    | 27   | Seattle Sounders |
| 14 | A    | Abby Wambach         | 2 giugno 1980 (32 anni)     | 182   | 138  | Svincolata       |
| 15 | C    | Megan Rapinoe        | 5 luglio 1985 (27 anni)     | 52    | 12   | Seattle Sounders |
| 16 | D    | Rachel Buehler       | 26 agosto 1985 (26 anni)    | 82    | 3    | Svincolata       |
| 17 | C    | Tobin Heath          | 29 maggio 1988 (24 anni)    | 45    | 6    | New York Fury    |
| 18 | P    | Nicole Barnhart      | 10 ottobre 1981 (30 anni)   | 43    | 0    | Svincolata       |